# Taming the Tiger
Albums de Joni Mitchell
Misses
(1996) Both Sides Now
(2000)
Taming the Tiger est le seizième album studio de Joni Mitchell, sorti le 29 septembre 1998.
L'album s'est classé 75e au Billboard 200.

## Liste des titres
Toutes les chansons sont écrites et composées par Joni Mitchell, sauf mention contraire.
| No  | Titre                   | Auteur                      | Durée |
| --- | ----------------------- | --------------------------- | ----- |
| 1.  | Harlem in Havana        |                             | 4:25  |
| 2.  | Man from Mars           |                             | 4:09  |
| 3.  | Love Puts on a New Face |                             | 3:46  |
| 4.  | Lead Balloon            |                             | 3:38  |
| 5.  | No Apologies            |                             | 4:17  |
| 6.  | Taming the Tiger        |                             | 4:18  |
| 7.  | The Crazy Cries of Love | Joni Mitchell, Don Freed    | 3:54  |
| 8.  | Stay in Touch           |                             | 2:59  |
| 9.  | Face Lift               |                             | 4:41  |
| 10. | My Best to You          | Gene Willadsen, Isham Jones | 2:52  |
| 11. | Tiger Bones             |                             | 4:18  |

## Personnel
- Joni Mitchell : chant, guitare, claviers, percussions, basse (pistes 2, 5 et 10)
- Femi Jiya : voix (piste 1)
- Michael Landau : guitare solo (piste 4)
- Greg Leisz : guitare pedal steel
- Wayne Shorter : saxophone
- Larry Klein : basse
- Brian Blade : batterie
- Mark Isham : trompette (piste 8)